# دریاچه سوگوتا
دریاچه سوگوتا در گذشته یکی از دریاچه‌های قاره آفریقا بوده است. این دریاچه در دره سوگوتا، واقع در جنوب دریاچه تورکانا و در محدوده شکاف بزرگ آفریقای شرقی در دوران مرطوب هولوسن در آفریقا شکل گرفته است.

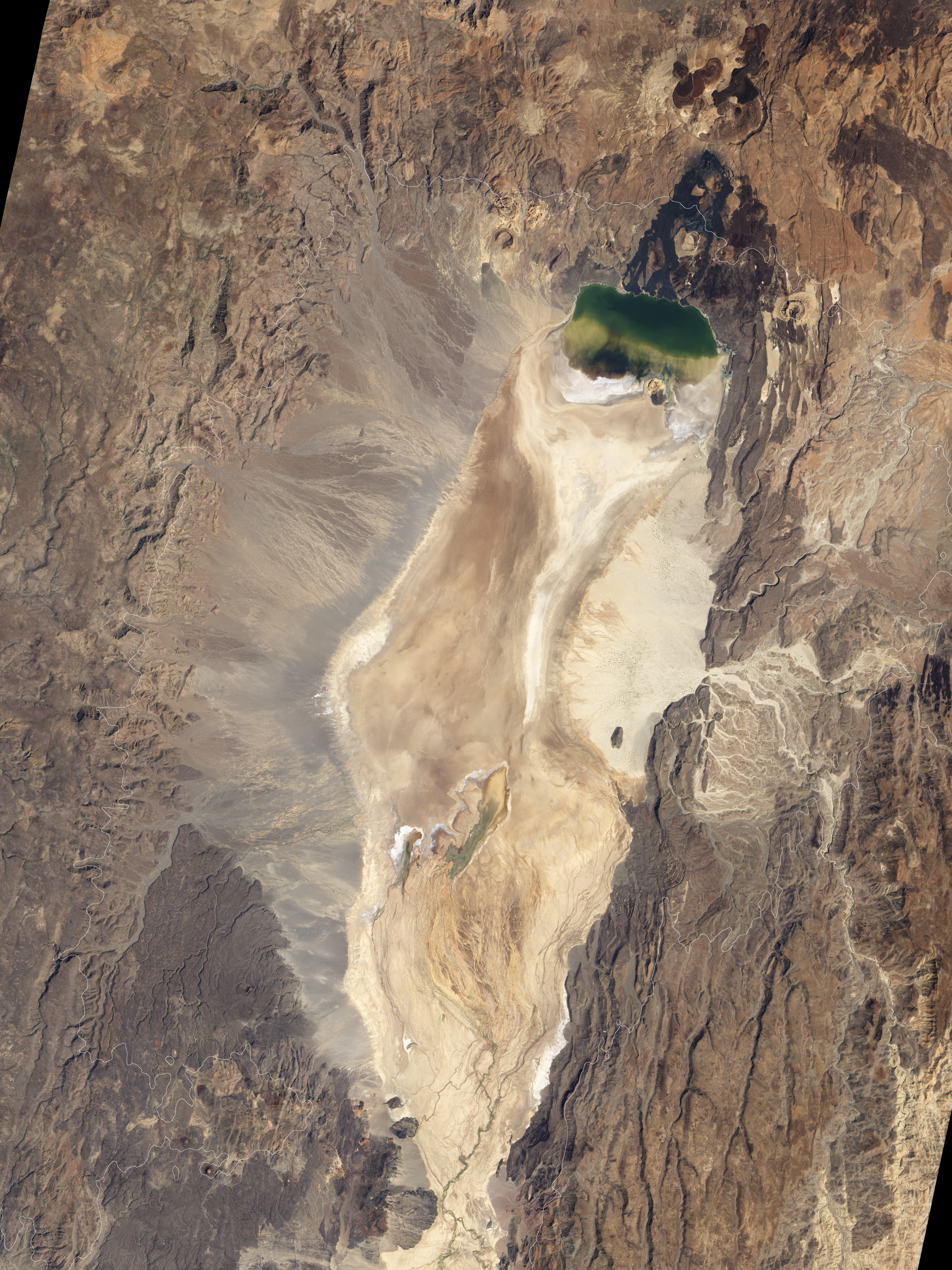
حوضه دریاچه سوگوتا از بالا

دریاچه سوگوتا در طول تاریخ چندین بار تشکیل شده است، اما آخرین بار در دوران آغازین و میانی هولوسن ظاهر شد؛ زمانی که به دلیل تقویت باد موسمی، بارندگی در حوضه آبریز آن افزایش یافت. در این دوره، ارتفاع سطح آب دریاچه به حداکثر ۵۷۷ متر (۱۸۹۳ فوت) بالاتر از سطح دریا رسید، به‌گونه‌ای که سرریز آن وارد رودخانه کریو (Kerio River) شد و سپس به دریاچه تورکانا راه یافت. احتمال داده می‌شود که این دریاچه در نهایت به رود نیل نیز متصل شده باشد.
بین ۸۰۰۰ تا ۵۰۰۰ سال پیش، سطح آب دریاچه به‌تدریج کاهش یافت و در نهایت خشک شد؛ به‌طوری‌که امروزه تنها دریاچه کوچک لوگیپی باقی مانده و بخشی از محل پیشین آن را اشغال کرده است.

## جغرافیا و زمین‌شناسی
دریاچه سوگوتا در منطقه شکاف کنیایی واقع شده که خود بخشی از کافت شرق آفریقا است. از دوره میوسن تاکنون، پدیده‌های زمین‌ساخت صفحه‌ای باعث جدا شدن پوسته زمین و شکل‌گیری دره گسلی و آتشفشان‌های منطقه شده‌اند. یکی از این آتشفشان‌ها، آتشفشان باریر است که از حدود ۱٫۳ میلیون سال پیش فعال شده و به‌طور قطعی از ۲۰۰ تا ۱۰۰ هزار سال پیش، دریاچه سوگوتا را از دریاچه تورکانا در شمال جدا ساخته است.  فعالیت‌های آتشفشانی در این ناحیه تا حدود ۲۰۰ سال پیش نیز رخ داده‌اند.
دره سوگوتا امروزه حدود ۲۰ کیلومتر (۱۲ مایل) عرض و ۸۰ کیلومتر (۵۰ مایل) طول دارد و به‌سمت شمال به‌تدریج کاهش ارتفاع می‌یابد تا به پایین‌ترین سطح خود در ارتفاع ۲۷۵ متر (۹۰۲ فوت) از سطح دریا برسد. این منطقه نسبتاً دورافتاده و صعب‌العبور است.

## دریاچه

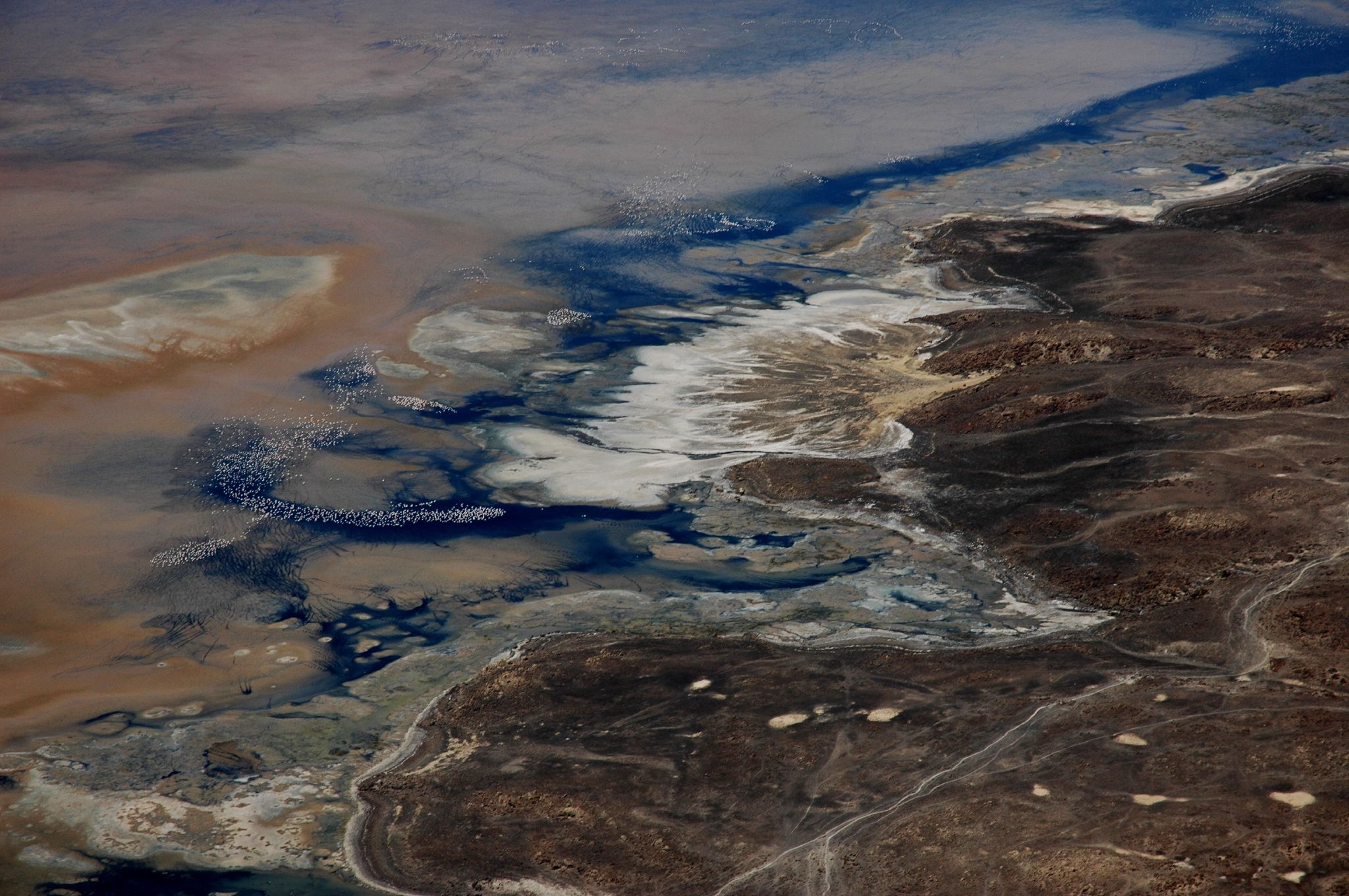
منظره دریاچه

در زمان اوج سطح آب، دریاچه سوگوتا شکلی تقریباً مستطیلی داشت که امتداد طولانی آن از جنوب به شمال-شمال‌شرق کشیده می‌شد؛ این امتداد از آتشفشان اِموروآنگوگولاک در جنوب آغاز شده و تا آتشفشان باریر در شمال ادامه می‌یافت. دریاچه میان دو فلات اصلی قرار داشت: فلات لوریو در سمت غرب و فلات تیرر تیرر در سمت شرق دره سوگوتا. وسعت کلی دریاچه در این دوره به حدود ۲٬۱۵۰ کیلومتر مربع (معادل ۸۳۰ مایل مربع) می‌رسید و عمق آن در عمیق‌ترین نقاط تقریباً ۳۰۰ متر (۹۸۰ فوت) بود.
در امتداد ساحل غربی دریاچه، آتشفشان نامارونو ـ که در دوره پلیوسن تا پلیستوسن فعال بوده ـ شبه‌جزیره‌ای را شکل داده بود. در قسمت جنوب‌غربی دریاچه، دره رودخانه کاموگه به‌صورت یک خلیج در داخل دریاچه ظاهر می‌شد.
یک مخروط اخگری، جزیره‌ای را در انتهای شمالی دریاچه سوگوتا تشکیل داده و با توجه به وجود مصنوعات ابسیدین، انسان‌ها به آن رسیده‌اند؛  همچنین آثاری از فعالیت‌های انسانی نیز در آنجا مشاهده شده است 
در امتداد سواحل پیشین دریاچه، تراس‌های موج‌ساخته دیده می‌شوند که حاصل فرسایش ناشی از امواج در زمان وجود دریاچه هستند. این تراس‌ها به‌ویژه در ارتفاع ۵۷۷ متری (۱٬۸۹۳ فوت) از سطح دریا قابل مشاهده‌اند؛ جایی که خط ساحلی اصلی و بالاترین سطح ثبت‌شده دریاچه سوگوتا در دوران اوج خود قرار داشته است.
حجم آب دریاچه سوگوتا در زمان بیشینه خود به حدود ۳۹۰ کیلومتر مکعب (۹۴ مایل مکعب) می‌رسید.
رودخانه‌ها رسوبات زیادی را از زمین‌های جوان و فعال تکتونیکی منطقه به داخل دریاچه منتقل می‌کردند. این انتقال مواد باعث شکل‌گیری دلتاهایی در محل ورودی رودخانه‌ها به دریاچه شد و نرخ رسوب‌گذاری به‌ویژه در نزدیکی ورودی رودخانه سوگوتا بسیار بالا بود.
آتشفشانی در منطقه دریاچه سوگوتا در زمان وجود آن رخ داده است که منجر به تشکیل گدازه‌های بالشی و فعالیت فوران آب‌ماگمایی شده است،  جریان‌های گدازه‌ای که در فاصله زمانی بین ۱۱٬۰۰۰ تا ۹٬۰۰۰ سال پیش به حاشیه جنوبی دریاچه سوگوتا رسیدند. این گدازه‌ها بخشی از خطوط ساحلی و ساختار محیطی دریاچه را تحت تأثیر قرار دادند و گواهی برهم‌زمانی فعالیت‌های آتشفشانی با حضور دریاچه هستند. تعدادی از مخروط‌های اخگری توسط دریاچه سوگوتا تغییر شکل یافته‌اند،  و افزایش دسترسی به آب، امکان شروع فعالیت دودخان را در آتشفشان‌هایی که امروزه برای پشتیبانی از دودخان‌ها بسیار خشک هستند، فراهم کرده است. به‌عنوان نمونه، در آتشفشان باریر، رسوبات حاصل از چشمه‌های بخار در زمانی که دریاچه سوگوتا فعال بوده، برجای مانده‌اند.

## هیدرولوژی
دریاچه سوگوتا در دوران‌های مرطوب گذشته دارای یک سیستم هیدرولوژیکی پویا و پیچیده بوده است. در دوره‌های اوج سطح آب، این دریاچه نه‌تنها از ورودی‌های اصلی خود—رودخانه‌های سوگوتا و باراگوی—تغذیه می‌شد، بلکه به دلیل افزایش قابل توجه بارندگی و فعالیت‌های موسمی قوی‌تر، تعادل ورودی و خروجی آب در آن به شکلی خاص شکل گرفته بود. دریاچه سوگوتا در دوران اوج خود دو ورودی آب اصلی داشت:
رودخانه سوگوتا در جنوب و رودخانه باراگوی در جنوب‌شرق.
رودخانه باراگوی از فلات تیرر تیرر سرچشمه می‌گرفت و زهکشی این ناحیه را انجام می‌داد. در مقابل، رودخانه سوگوتا با طولی در حدود ۱۷۵ کیلومتر (۱۰۹ مایل)، حوزه‌ای به وسعت تقریباً ۱۳٬۰۰۰ کیلومتر مربع (۵٬۰۰۰ مایل مربع) از دره شکاف کنیایی را زهکشی می‌کرد که از نزدیکی آتشفشان پاکا در حوالی خط استوا آغاز می‌شد.